# Pyrrhula leucogenis
El camachuelo filipino (Pyrrhula leucogenis) es una especie de ave paseriforme de la familia Fringillidae endémica de Filipinas.
Este camachuelo se caracteriza por su plumaje distintivo, con un vientre blanco contrastante con el color gris oscuro o negro en la parte superior y una mancha roja en la nuca de los machos. Las hembras tienen un plumaje más apagado y carecen de la mancha roja en la nuca.
El camachuelo filipino se alimenta principalmente de semillas, brotes, insectos y frutas.

## Distribución y hábitat
Se encuentra en las montañas de las dos islas principales, Luzón y Mindanao. Su hábitat natural son los bosques de montaña tropicales.

## Taxonomía
La taxonomía de la especie se fijó en 2001 por Arnaiz-Villena et al. Todas las especies que pertenecen al género Pyrrhula tienen un ancestro común: Pinicola enucleator.